# Marca Fermana
La Marca fermana (o Marca di Fermo; Marchia Firmana in latino) fu una suddivisione amministrativa dell'Italia centrale sottoposta alla giurisdizione della città di Fermo. Costituì il nucleo originario dell'odierna regione Marche.

## Storia

### Origini

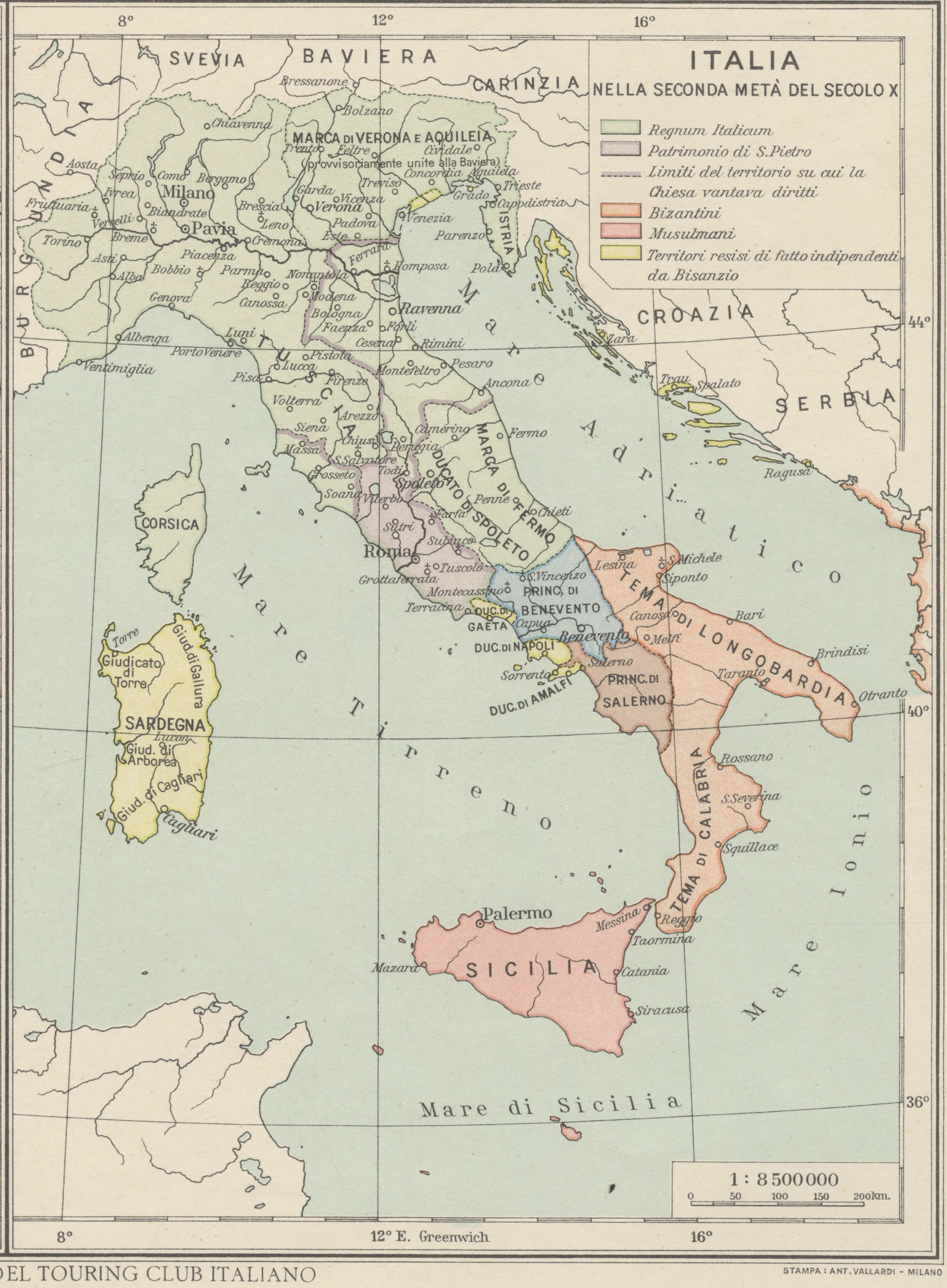
Mappa dell'Italia del X secolo; la Marca di Fermo è chiaramente segnalata

La Marca Fermana trae origine dal ducato regionale fermano, istituito dai Longobardi in seno al Ducato di Spoleto e mantenuto poi nella nuova ripartizione territoriale seguita alla conquista dei Franchi. Da questi ultimi, intorno all'anno 1000, il territorio fu riorganizzato in una marca.
Esattamente, la prima fonte che attesta l'esistenza della Marca Fermana è un diploma dell'imperatore Ottone II del 983 d.C.

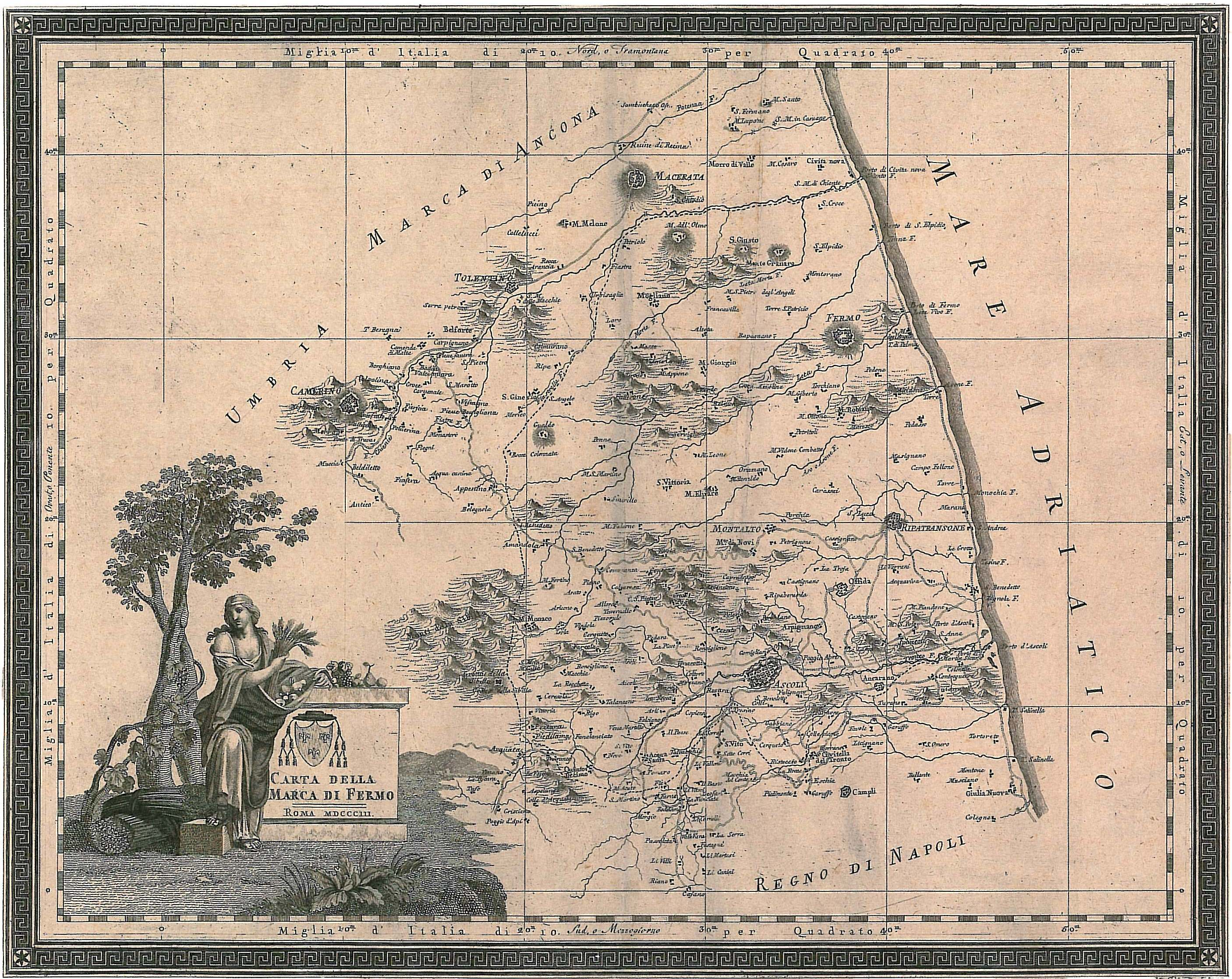
La Marca di Fermo in una mappa custodita nella Cartoteca storica delle Marche (Bernardino Olivieri, Roma, 1803).

L'estensione territoriale dalle origini abbracciava la regione compresa tra il fiume Musone a nord e la valle del Sangro a sud, includendo il Comitato di Camerino (di cui faceva parte anche la città di Macerata), il Comitato di Ascoli, il Gastaldato di Aprutium (Teramo) e il Gastaldato di Teate (Chieti).
Questa estensione durò un secolo quasi esatto: nel 1080 infatti la Marca Fermana, dopo la conquista normanna, perse il controllo di parte dei territori marchigiani e di tutti i territori abruzzesi posti a sud del fiume Tronto, che vennero ricompresi nel Ducato di Puglia e Calabria a seguito dell'accordo tra papa Gregorio VII e il principe normanno Roberto d'Altavilla, detto "il Guiscardo" (cioè l'astuto). Fu quindi tracciato per la prima volta nella storia sul fiume Tronto un confine che segnerà per ottocento anni il limite fra lo Stato Pontificio e i Regni di Sicilia, poi di Napoli e delle Due Sicilie, nonché, dopo l'Unità d'Italia, il confine amministrativo tra la Regione Marche e la Regione Abruzzo.
Dal 1080 quindi la Marca Fermana assume la fisionomia che si può vedere nell'immagine a lato, e comprende un territorio che corrisponde più o meno alle odierne province di Fermo, Macerata e Ascoli Piceno.
Alla fine dell'XI secolo la Marca di Fermo e la Marca di Camerino vengono unite alla Marca d'Ancona. Nasce un'entità geografica e politica simile all'odierna Regione Marche: il confine a nord è il fiume Marecchia, a sud il fiume Tronto, ad ovest gli Appennini e ad est il mare Adriatico. 

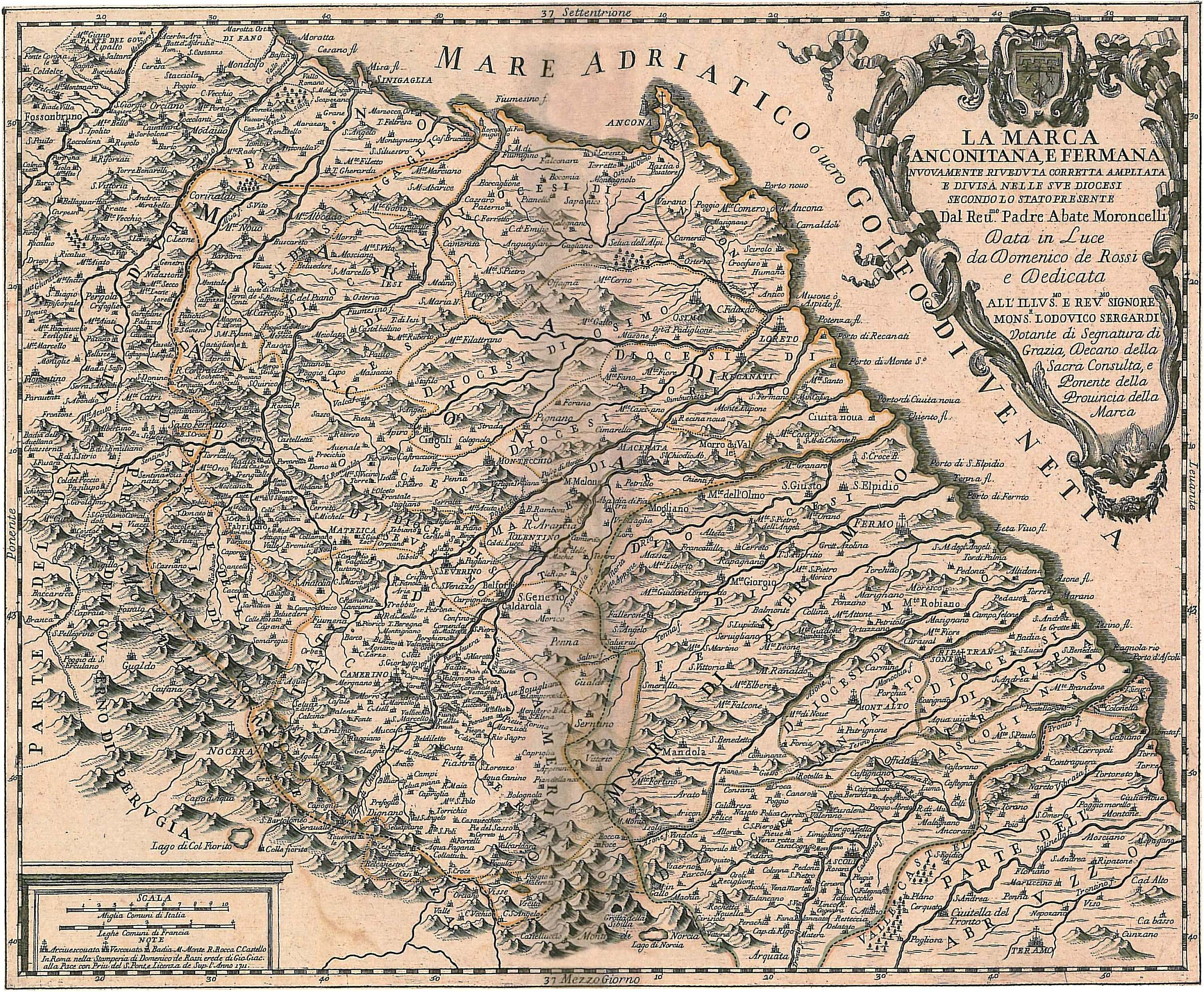
"La Marca Anconitana e Fermana" di Silvestro Moroncelli (1703).

### L'annessione allo Stato della Chiesa
Dall'Età dei comuni in poi l'entità politica amministrativa si divise in tante realtà locali.
A partire dal XIV secolo la Marca fermana venne assorbita nello Stato Pontificio, che si espanse in Umbria, nelle Marche e in Romagna. Il territorio fu organizzato in circoscrizioni amministrative paragonabili alle odierne province, dette Legazioni.
In questo modo la ex Marca Fermana si divise nei territori di Macerata, Camerino, Fermo e Ascoli. Nonostante ciò, ancora nel 1703, su una carta geografica disegnata dal noto cosmografo-geografo Silvestro Moroncelli, resisteva la denominazione "Marca Anconitana e Fermana".
Tale suddivisione amministrativa restò grosso modo immutata fino all'Unità d'Italia, con l'eccezione della breve parentesi del periodo napoleonico, quando i territori delle delegazioni di Fermo, Camerino, Ascoli e parte di quella di Macerata furono riuniti nel Dipartimento del Tronto in cui il capoluogo fu fissato a Fermo.